# 卡盧加站
卡盧加站（羅馬化：Kaluzhskaya）是莫斯科地鐵卡盧加－里加線的一個車站。此站在1974年8月12日啟用。